# トリップアドバイザー
トリップアドバイザー（Tripadvisor, Inc.）は、ユーザー生成コンテンツと価格比較サイトのウェブサイトとモバイルアプリを運営するアメリカのオンライン旅行会社である。また、交通機関、宿泊施設、旅行体験、レストランのオンラインホテル予約・予約も行っている。本社はマサチューセッツ州ニーダムにある。 
旅行口コミサイトとしては、世界最大の閲覧数を持つ。

## TripAdvisor, Inc.（運営企業）
TripAdvisor, Inc.は、2000年2月1日、ステファン・カウファー（Stephen Kaufer）やLangley Steinertを中心に設立された。ソフトウェア開発会社に勤務していたカウファーは、1998年の夏以降、旅行会社の営業・宣伝によるバイアスの無い、旅行者の生の声を提供する企業を作れないかと考え、2000年に会社を設立、当初はブロガーのコメントの集約が中心であったが、2001年後半、旅行者自らが口コミを投稿できるプラットフォームの提供を開始した。設立当初の会社は資金不足に悩まされ、予約サイトへのリンクを付すクリック課金制を導入したものの収支は好転しなかったため、まずYahoo!と接触したが金銭面で折り合わず、交渉は長期化した。その後カウファーは、トリップアドバイザーを高く評価したオンライン旅行会社のエクスペディアと接触、エクスペディアは親会社（当時）のIAC/InterActiveCorpに買収を進言したため、2004年4月、IACはトリップアドバイザーを買収した。2005年8月にエクスペディアがIACから独立したことを契機に、トリップアドバイザーはエクスペディアのグループ企業となったが、2011年12月に、エクスペディアから独立した。
旅行口コミサイト（英語圏では「Travel Review Site」と呼ばれる）として知られてきたが、独立後は、メタサーチとしての検索機能も強化されている。2014年8月、サンフランシスコに拠点を置く現地ツアー・アクティビティプロバイダーのViatorの買収を完了した。2014年から試行した宿泊予約サービス「インスタント・ブッキング」は期待された収益に結び付かず、株価の低落を招いたが、2018年11月にウェブサイトを刷新、ソーシャル・ネットワーキング・サービスとの連携機能であるトラベルフィード機能やリスト作成機能が追加された。近年は売上の減少が続くホテル関連部門に代えて、アクティビティや飲食関連部門の売上強化による業績の改善を図っており、2015年に8割以上を占めていたホテル関連部門の売上は、2019年に6割未満となり、アクティビティや飲食関連部門が売上の3割以上に成長している。
現在、TripAdvisor, Inc.は、「トリップアドバイザー」のウェブサイトおよびアプリを運営するほか、24の旅行ウェブサイトを運営している。トリップアドバイザーは旅行者と旅行に関する契約や取引自体を行うことは無いが、クリック課金や広告収入により利益を得るビジネスモデルを採用している。トリップアドバイザーの主要株主は、アメリカの大手メディアグループ・リバティメディアの関連持株会社であるリバティ・トリップアドバイザー・ホールディングスであり23％を所有、議決権ベースでは58％を所有している。
2017年7月以降、米紙「ミルウォーキー・ジャーナル・センティネル」の調査報道を起点に、ホテルでの性暴力の問題などを告発する投稿が一方的に削除されているとする報道がなされた。同種の削除問題が続発したことを受けトリップアドバイザーは、警告文の表示で対応する方針を発表している。

### 海外展開
アメリカをはじめとして、世界48カ国・28言語でサービスを展開する。2013年3月に、掲載の口コミ情報数が1億件を、2014年12月に2億件を、2017年4月に5億件を突破した。

### 日本法人
日本法人であるトリップアドバイザー株式会社は2008年に開設。東京（丸の内二重橋ビル内）にオフィスを持つ。観光庁や地方自治体と連携し、訪日外国人旅行の推進にも協力している。2018年1月、日本観光振興協会と日本国内の観光振興活性化を目的とする連携協定を締結した。

## サービス内容
2008年10月、日本語対応ウェブサイトとしてTripAdvisor.jpが開設された。日本語による口コミを優先表示するデフォルト仕様となっている（英語など他言語による口コミの表示も可能）。ただし評価の表示は全言語を元にしているので、特に食事などでは高評価でも日本人の口に合わない事もある。なお、料金情報は各予約サイトの一般的な料金が対象であり、各サイトにおける会員限定割引などは対象外である。
2011年以降、口コミで継続して高評価を得た施設（レストラン・ホテル・観光施設等）に対して、「エクセレンス認証（Certificate of Excellence）」と呼ばれるアワード（表彰）を、毎年行っている。
ホテル
口コミ投稿、写真投稿、価格比較が可能。宿泊したい目的地（ホテル名入力も可能）、日付を入力して検索し、条件を示すと、予約可能な情報を表示する（実際の予約はリンク先のウェブサイトで行う）。多くのホテルで公式サイト上の料金を表示するほか、宿泊予約サイトの料金を併せて表示する。なお、トリップアドバイザーの各言語版中、日本版は唯一、民泊への対応が見送られている。
航空券
航空会社に対する口コミ投稿、価格比較が可能。出発地と目的地の空港名を入力して検索し、条件を示すと、予約可能な情報を表示する（実際の予約はリンク先のウェブサイトで行う）。検索時に往復券・片道券・周遊券の選択が可能である。また、直行便に加えて乗継便の表示もなされる。各航空会社（LCCを含む）による料金と、旅行予約サイトによる料金とを併せて表示する。
レストラン・観光施設
レストラン・観光名所（ミュージアム・劇場・商業施設などを含む）に関しても、口コミ投稿、写真投稿が可能となっている。また、一部のレストラン・観光施設などに関しては、予約サイトへのリンクが付き、リンク先でレストランや現地アクティビティの予約が可能な仕様となっている。
その他
特集ページでは、トリップアドバイザーの口コミに基づく独自のランキングや統計データなど、旅行に関する各種トピックが、定期的に発信されている（外部リンク参照）。
日本の航空会社では、日本航空（JAL）と全日本空輸（ANA）が、トリップアドバイザーへの日本語による口コミ投稿により、マイルが貯まるサービスを行っていたが、2020年5月1日をもって終了となった。参加登録の上で投稿するとマイルが貯まる。そのため、マイル稼ぎ目的の不正投稿の温床（4トラベル、じゃらん等への同一文章での多重投稿）となっている。なお、JALとANAの重複登録は不可となっている。